# ألكساندر كوكورين

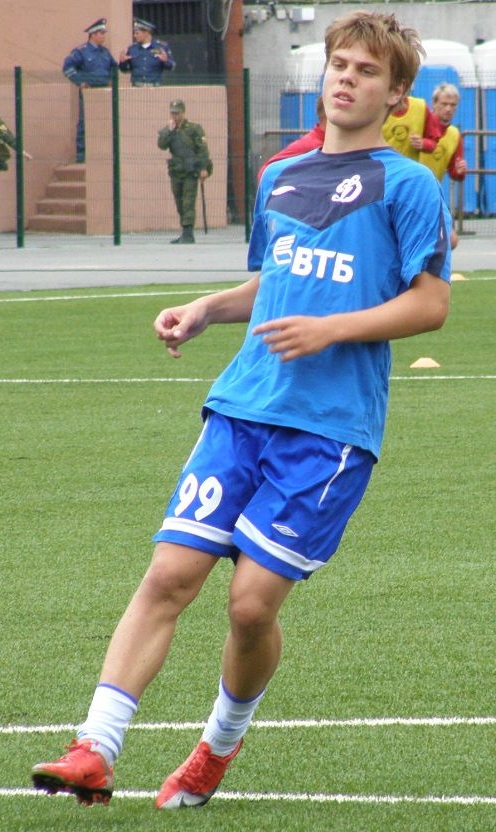
ألكساندر كوكورين

ألكسندر ألكسندروفيتش كوكورين (بالروسية: Александр Александрович Кокорин) (مواليد 19 مارس 1991 في موسكو، الاتحاد السوفييتي) لاعب كرة قدم روسي يجيد اللعب في مركز المهاجم والجناح ويلعب حاليا في نادي دينامو موسكو الروسي منذ 2008.

## روابط خارجية
- ألكساندر كوكورين على موقع الاتحاد الدولي (مؤرشف)  (الإنجليزية)
- ألكساندر كوكورين على موقع الاتحاد الأوربي (الإنجليزية)
- ألكساندر كوكورين على موقع قاعدة بيانات كرة القدم.إي يو (الإنجليزية)
- ألكساندر كوكورين على موقع ليكيب (الفرنسية)
- ألكساندر كوكورين على موقع ناشيونال فوتبول تيمز (الإنجليزية)
- ألكساندر كوكورين على موقع Soccerbase.com (لاعب) (الإنجليزية)
- ألكساندر كوكورين على موقع Soccerway.com (الإنجليزية)
- ألكساندر كوكورين على موقع عالم كرة القدم.نت (الإنجليزية)
- ألكساندر كوكورين على موقع AS.com (الإسبانية)